# Pic striolé
Picus xanthopygaeus
Espèce
Statut de conservation UICN

 LC  : Préoccupation mineure
Le Pic striolé (Picus xanthopygaeus)  est une espèce d'oiseaux de la famille des Picidae.
Son aire s'étend à travers l'Indochine et l'Asie du Sud.